# Beker van Tanzania
De Beker van Tanzania (Nyerere Cup) is een Tanzaniaans voetbaltoernooi en werd opgericht in 1974. Zoals de meeste bekercompetities wordt met het knock-outsysteem gespeeld.

## Winnaars
N.B. In verschillende jaren, met name in de jaren-80, nam de nummer twee van de play-off voor het landskampioenschap deel aan de CAF Beker der Bekerwinnaars, het nationale bekertoernooi werd in die jaren niet gespeeld. Het is niet precies duidelijk voor welke jaren dit doet gelden (voor 1997).
Algerije ·
Angola ·
Benin ·
Botswana ·
Burkina Faso ·
Burundi ·
Centraal-Afrikaanse Republiek ·
Comoren ·
Congo-Brazzaville ·
Congo-Kinshasa ·
Djibouti ·
Egypte ·
Equatoriaal-Guinea ·
Ethiopië ·
Gabon ·
Gambia ·
Ghana ·
Guinee ·
Guinee-Bissau ·
Ivoorkust ·
Kameroen ·
Kenia ·
Lesotho ·
Liberia ·
Libië ·
Madagaskar ·
Mali ·
Marokko ·
Mauritanië ·
Mauritius ·
Mozambique ·
Namibië ·
Niger ·
Nigeria ·
Oeganda ·
Réunion ·
Rwanda ·
Sao Tomé en Principe ·
Senegal ·
Seychellen ·
Sierra Leone ·
Soedan ·
Somalië ·
Swaziland ·
Tanzania ·
Togo ·
Tsjaad ·
Tunesië ·
Zambia ·
Zimbabwe ·
Zuid-Afrika